# Bookends
1968. április 3-án jelent meg a Simon and Garfunkel duó Bookends című albuma. A produceri feladatokat Roy Halee, Paul Simon és Art Garfunkel látta el.
A brit és amerikai listákon egyaránt az első helyre került. Négy kislemez is megjelent róla: az A Hazy Shade Of Winter (#13), az At the Zoo (#16), a Fakin' It (#3) és a Diploma előtt című film betétdala, a Mrs. Robinson, ami szintén listavezető lett.
2003-ban a Rolling Stone Minden idők 500 legjobb albumát felsoroló listáján a 233. helyet érte el. Ugyanebben az évben a VH1 zenecsatorna minden idők 93. legjobb albumává választotta. Szerepel az 1001 lemez, amit hallanod kell, mielőtt meghalsz című könyvben.

## A dalok
Az album a lágy, instrumentális Bookends Theme-mel kezdődik, ám a Save the Life of My Child című dallal keményebb hangzást vesz fel (a dalban torzított szintetizátor hangja hallható, ami egyáltalán nem volt a jellemző a duóra). Az album alighanem legismertebb dala a Diploma előtt című filmben hallható Mrs. Robinson.
Az Overs, a Punky's Dilemma és az A Hazy Shade of Winter szintén a filmhez készült, de a producerek visszautasították őket. A Bookends Theme az 1999-es Észvesztő című film elején volt hallható.

## Az album dalai
|     | Cím                       | Szerző(k)                 | Hossz |
| --- | ------------------------- | ------------------------- | ----- |
| 1.  | Bookends Theme            | Paul Simon                | 0:32  |
| 2.  | Save the Life of My Child | Paul Simon                | 2:49  |
| 3.  | America                   | Paul Simon                | 3:08  |
| 4.  | Overs                     | Paul Simon                | 2:14  |
| 5.  | Voices of Old People      | Paul Simon, Art Garfunkel | 2:09  |
| 6.  | Old Friends               | Paul Simon                | 2:36  |
| 7.  | Bookends                  | Paul Simon                | 1:16  |
| 8.  | Fakin' It                 | Paul Simon                | 3:14  |
| 9.  | Punky's Dilemma           | Paul Simon                | 2:10  |
| 10. | Mrs. Robinson             | Paul Simon                | 4:02  |
| 11. | A Hazy Shade of Winter    | Paul Simon                | 2:17  |
| 12. | At the Zoo                | Paul Simon                | 2:11  |

| 13. | You Don't Know Where Your Interest Lies | Paul Simon | 2:19 |
| 14. | Old Friends (Demo)                      | Paul Simon | 2:10 |

## Közreműködők
- Art Garfunkel – ének, producer
- Paul Simon – gitár, ének, producer
- Hal Blaine – dob, ütőhangszerek
- Joe Osborne – basszusgitár
- Larry Knechtel – zongora, billentyűs hangszerek

### Produkció
- Roy Halee – hangmérnök, producer
- Jimmie Haskell – hangszerelés
- Jim Marshall – fényképek
- John Simon – produkciós asszisztens
- Bob Johnston – produkciós asszisztens